# تدبير حافظ للطاقة
تدبير حافظ للطاقة (بالإنجليزية: Energy conservation measure)‏ الذي يُعرف اختصاراً بـ ECM، هو أي نوع من المشاريع المنفذة، أو التكنولوجيا المنفذة، أو عنصر من بناء أو منتج يؤثر تأثيراً مباشراً على استخدام الطاقة في المبنى أو يضع حد لاستهلاك الطاقة في المبنى.